# Halocladius varians
Halocladius varians är en tvåvingeart som först beskrevs av Rasmus Carl Staeger 1839.  Halocladius varians ingår i släktet Halocladius och familjen fjädermyggor. Arten är reproducerande i Sverige. Inga underarter finns listade i Catalogue of Life.